# Artur Oliver Wuorimaa
Artur Oliver Wuorimaa, jusqu'en 1906 Artur Oliver Blomberg, (né le 1er août 1854 à Dragsfjärd - mort le 9 novembre 1921) est un pasteur luthérien et homme politique finlandais. 

## Biographie
En 1897, il est élu à la Diète de Finlande. De 1907 à 1910 puis de et de 1911 à 1913, il est député du Parlement de Finlande représentant le Parti finlandais. De nouveau de 1917 à 1921, il est député du Parlement de Finlande représentant la Ligue agraire.
De 1877 à 1880, Artur Blomberg est adjoint du pasteur de Liperi. De 1880 à 1883,  il est adjoint du pasteur et prédicateur de Rääkkylä. En 1882–1883 il a fonction de pasteur et en 1883–1904 pasteur de Leivonmäki. De 1904 à 1915, il est pasteur de Sippola et de 1915 à 1921, pasteur de Kymi.
En 1918, il a défendu l'idée d'envoyer des gardes rouges prisonniers d'État en travaux forcés en Allemagne. Erkki Kaila s'y est opposé.
Le fils d'Artur Wuorimaa est l'ambassadeur Aarne Wuorimaa.